# Los Cabos Open 2024
Los Cabos Open 2024 (cunoscut și sub numele de Mifel Tennis Open by Telcel Oppo din motive de sponsorizare) a fost un turneu de tenis ATP care s-a jucat pe terenuri cu suprafață dură, în aer liber. A fost cea de-a 8-a ediție a turneului și a făcut parte din seria ATP 250 din cadrul Circuitului ATP 2024. A avut loc la Los Cabos, Mexic, între 19 și 24 februarie 2024.

## Campioni

### Simplu
Pentru mai multe informații consultați Los Cabos Open 2024 – Simplu

### Dublu
Pentru mai multe informații consultați Los Cabos Open 2024 – Dublu

## Puncte și premii în bani

### Distribuția punctelor
| Probă  | C   | F   | SF  | QF | Runda 2 | Runda 1 | Q   | Q2  | Q1  |
| Simplu | 250 | 165 | 100 | 50 | 25      | 0       | 12  | 7   | 0   |
| Dublu  | 250 | 150 | 90  | 45 | N/A     | 0       | N/A | N/A | N/A |

### Premii în bani
| Probă  | C         | F        | SF       | QF       | Runda 2  | Runda 1 | Q2      | Q1      |
| Simplu | 139.190 $ | 81.195 $ | 47.740 $ | 26.665 $ | 16.065 $ | 9.815 $ | 4.910 $ | 2.675 $ |
| Dublu* | 48.360 $  | 25.880 $ | 15.170 $ | 8.480 $  | 5.000 $  | N/A     | N/A     | N/A     |

*per echipă